# Экономическая добавленная стоимость
Экономическая добавленная стоимость или EVA (сокр. от англ. economic value added) в корпоративных финансах один из методов оценки экономической прибыли. EVA является зарегистрированной торговой маркой консалтинговой компании «Stern Stewart & Co», названной именами разработчиков модели Джоела Стерна и Беннета Стюарта.
Впервые термин EVA был использован в 1989 году П. Финеганом, но привлёк к себе существенное внимание после публикации Ш. Талли в журнале Fortune. В статье были представлены концепция EVA и методики её расчета. Также в журнале было опубликовано интервью со Стерном и Стюартом и были приведены примеры успешных американских компаний, использующих EVA в качестве критерия измерения эффективности деятельности. После этого концепция EVA вызвала большой интерес бизнес-сообщества, включая такие компании, как The Coca-Cola Company, Eli Lilly and Company, Bausch & Lomb, Matsushita, Briggs & Stratton и Herman Miller. С тех пор в финансовой прессе регулярно появляются публикации о новых внедрениях концепции EVA в деятельность компаний.

## Расчёт EVA
EVA — это чистая операционная прибыль после уплаты налогов (NOPAT) за вычетом затрат на капитал. Формула расчёта:
{\displaystyle {\mathit {EVA}}\ ={\mathit {NOPAT}}-WACC\cdot IC}
где:
- {\displaystyle NOPAT} — чистая операционная прибыль после уплаты налогов;
- {\displaystyle WACC} — средневзвешенная стоимость капитала;
- {\displaystyle IC} — инвестированный капитал.

## Корректировки EVA
В рамках концепции EVA необходимо осуществить ряд корректировок, которые приближают прибыль компании к её денежному потоку, помогают корректнее отразить инвестированный капитал, а также устранить влияние изменений учётной политики. Для расчёта показателя экономической добавленной стоимости было разработано 164 корректировки, список которых является закрытым. Однако как отмечает ряд исследователей и сам Стюарт, для управления на основе EVA достаточно использовать только некоторые корректировки, которые оказывают существенное влияние на отчётность и понятны менеджменту компании.
Главным отличием между экономической прибылью в классическом понимании и EVA является понятие капитальных эквивалентов (equity equivalents). С помощью измерения изменения «невидимой» части инвестированного капитала, оценка инвестированного капитала становится ближе к рыночной, а бухгалтерская прибыль в чистом виде исчезает.
Так, Стюарт предлагает делать следующие корректировки капитала:
1. Корректировки на величину отложенного налога на прибыль. Отложенный налог на прибыль — это обязательства по уплате налога на прибыль, или активы по налогу на прибыль, которые возникнут в будущем в связи с существующими в настоящее время облагаемыми или вычитаемыми разницами в оценке активов, обязательств, доходов или расходов. Временны́е разницы в оценке балансовых активов и обязательств приводят в будущем к разницам в суммах расходов и доходов, признаваемых в налоговой декларации. И, наоборот, разницы в признаваемых текущих доходах и расходах могут порождать разницы в оценке балансовых позиций. Для того, чтобы пользователи финансовой отчётности могли оценить налоговые последствия этих разниц, в балансе признаются отложенные налоговые обязательства (ОНО) и активы (ОНА). ОНО уменьшают (ОНА увеличивают) чистые активы предприятия на сумму ожидаемых в будущем выплат (вычетов, возвратов) отложенного налога на прибыль. При этом ни ОНА, ни ОНО по сути не являются ни денежными инвестициями, ни денежными обязательствами. Поэтому при расчёте капитала EVA чистые отложенные налоговые активы вычитаются как из капитальной базы, так и из величины прибыли.
2. Корректировки на резерв LIFO. Так как при применении метода LIFO получается более высокая оценка себестоимости и, соответственно, более низкая оценка балансовой стоимости остатка активов по сравнению с другими методами. Резерв LIFO рассчитывается как разница между FIFO и LIFO-оценками остатков активов. Данная корректировка проводится если учетная политика принята по методу LIFO.
3. Прочие капитальные эквиваленты:
  - амортизация гудвилл;
  - непризнанная деловая репутация (unrecognized goodwill), которая возникает, если при учете слияний и поглощений используется метод слияния интересов (pooling of interests method);
  - капитализация расходов на НИОКР;
  - созданные оценочные резервы.

С момента представления концепции EVA широким профессиональным и научным кругам большое количество исследований было направлено на выявления значимых корректировок EVA. В 1997 году Кен Юк провёл масштабное исследование, сравнив собственные расчётные данные EVA 1000 крупнейших компаний с данными публикуемыми Стерном и Стюартом. Несмотря на небольшое количество корректировок в разработанной им методике, результаты расчёта EVA оказались сильно коррелированными с расчётами разработчиков модели. Кроме того множество других авторов предложило свои методики корректировки бухгалтерских данных, большинство из которых основано на корректировке капитальных эквивалентов.

## Комментарии
1. ↑  Кен Юк использует следующие корректировки:
Скорректированный капитал = 

общие активы на начало года

— беспроцентная текущая задолженность, высоколиквидные ценные бумаги и незавершенное строительство

+ приведенная стоимость капитализированных лизинговых платежей

+ резервы по сомнительным долгам

+ резервы LIFO

+ капитализированные расходы на НИОКР за последние 5 лет

+ совокупные посленалоговые чрезвычайные убытки (прибыли)

+ накопленный износ деловой репутации.

Скорректированная чистая операционная прибыль = 

чистая операционная прибыль

+ увеличение резервов по сомнительным долгам

+ увеличение резерва LIFO

+ увеличение чистых капитализированных расходов на НИОКР

+ прочие операционные доходы

— отложенные налоговые обязательства

— амортизация деловой репутации.